# أسعد الغريري
أسعد عبد العزيز الغريري شاعر عراقي. ولد سنة 1954 بمحافظة واسط. حاصل على بكالريوس في الإعلام وماجستير في السينما.
بدأ في كتابة الشعر منذ المرحلة الثانوية وتتلمذ على يد حاتم محمد الصكر الكاتب والأكاديمي والناقد العراقي. وانتقل من كتابة الشعر الشعبي إلى الشعر الفصيح. لقبه البعض «»مظفر النواب الصغير نسبة إلى الشاعر مظفر النواب.
للغريري دواوين شعرية (مثل الصرخة) والعشرات من الكتب (مثل التقدم إلى الوراء والموجز المفيد في القواعد العربية). وغنى له عدد من الفنانين مثال كاظم الساهر (والذي قدم له أكثر من 18 أغنية أولها «شجرة الزيتون» ) وعبد الله الرويشد وأسماء المناور.